# Pippi Söllner
Petra „Pippi“ Söllner (* 4. Dezember 1965 in München) ist eine deutsche Schauspielerin.

## Werdegang
Ihr Filmdebüt gab sie in der Titelrolle von Egon Günthers Danny und Britta (1997). Matthias Steurer besetzte die rotblonde Schauspielerin in Hauptrollen seiner Filme Der Weihnachtswolf (mit Axel Milberg), Der kleine Mann (mit Oliver Korittke), ...und plötzlich wird es dunkel in meinem Leben (mit Stefanie Schmid) und Easy Living. Außerdem spielte Pippi Söllner in Serien wie Mit Herz und Handschellen, Die Rosenheim-Cops und Um Himmels Willen. Als sexsüchtige Diana war sie in Markus Bräutigams Scharf wie Chili (2005) zu sehen. Im Kino spielte sie u. a. neben Uwe Ochsenknecht als Fabis Mutter in Die Wilden Kerle (2003).
Vom 8. Oktober 2007 bis 2. Januar 2009 war sie in der bayerischen Daily „Dahoam is Dahoam“ als Walburga „Burgl“ Ertl in 240 Folgen zu sehen.